# Мелириды
Мелириды (лат. Melyridae) — семейство насекомых отряда жесткокрылых. В ископаемом состоянии известны со средней юры.

## Описание
Маленькие жуки размером от 1 до 10 мм в длину, редко до 20 мм. Окраска тела разнообразна. У одних видов могут сочетаться красный и синий или оранжевый и чёрный цвета, другие виды окрашены в металлический синей или зелёной окраски, либо тело одноцветно чёрное, коричневое или жёлтое.

## Экология
Жуки встречаются на цветках, питаются преимущественно пыльцой, некоторые (например Rhadalinae) могут быть хищниками. Личинки хищники, сапрофаги или фитофаги. Виды рода Choresine (Malachiine) образуют батрахотоксины, которые, как считается, ядовиты для некоторых воробьиных птиц.

## Распространение
В Северной Америке обитают 501 вид в 52 родах. Виды рода Melyris встречаются в юго-западной Европе.

## Систематика
В мировой фауне около 6000 видов из 300 родов.
- Подсемейство: Malachiinae (Малашки)Leach, 1817
  - Триба: Carphurini Champion, 1923
  - Триба: Colotini
  - Триба: Malachiini Leach, 1817
- Подсемейство: Melyrinae Leach, 1815
  - Род Melyris